# After Like
After Like – trzeci single album południowokoreańskiego zespołu Ive, wydany 22 sierpnia 2022 roku przez wytwórnię Starship Entertainment. Płytę promował utwór „After Like”.

## Lista utworów
| CD | CD                | CD                         | CD                                                                                             | CD                                                    | CD      |
| Nr | Tytuł utworu      | Tekst                      | Kompozycja                                                                                     | Aranżacja                                             | Długość |
| -- | ----------------- | -------------------------- | ---------------------------------------------------------------------------------------------- | ----------------------------------------------------- | ------- |
| 1. | „After Like”      | Seo Ji-eum, Mommy Son, Rei | Ryan S. Jhun, Anders Nilsen, André Jensen, Iselin Solheim                                      | Ryan S. Jhun, Anders Nilsen, Avin, Slay               | 2:56    |
| 2. | „My Satisfaction” | Lee Seu-ran                | Ryan S. Jhun, Josh Cumbee, Afshin Salmani, Nat Dunn, Ilan Kidron, Anna TimgrenJustin Reinstein | Ryan S. Jhun, Josh Cumbee, Afshin Salmani, Avin, Slay | 3:13    |

## Notowania
| Lista                                   | Najwyższa pozycja |
| --------------------------------------- | ----------------- |
| South Korea (Circle)                    | 1                 |
| South Korean Albums (Circle)            | 1                 |
| Argentina (Argentina Hot 100)           | 47                |
| Canada (Canadian Hot 100)               | 96                |
| Global 200 (Billboard)                  | 20                |
| Hong Kong (Billboard)                   | 14                |
| Hungary (Single Top 40)                 | 13                |
| Indonesia (Billboard)                   | 16                |
| Japan (Japan Hot 100)                   | 13                |
| Japan Combined Singles (Oricon)         | 11                |
| Malaysia (Billboard)                    | 5                 |
| Netherlands (Global 40)                 | 29                |
| New Zealand Hot Singles (RMNZ)          | 4                 |
| Philippines (Billboard)                 | 11                |
| Singapore (Billboard)                   | 2                 |
| Singapore (RIAS)                        | 2                 |
| Taiwan (Billboard)                      | 5                 |
| US World Digital Song Sales (Billboard) | 3                 |
| Vietnam (Vietnam Hot 100)               | 9                 |

## Nagrody w programach muzycznych
| Program                | Data                 | Źródło |
| ---------------------- | -------------------- | ------ |
| Inkigayo (SBS)         | 23 października 2022 | [ 21 ] |
| M Countdown (Mnet)     | 15 września 2022     | [ 22 ] |
| Music Bank (KBS2)      | 2 września 2022      | [ 23 ] |
| Music Bank (KBS2)      | 9 września 2022      | [ 24 ] |
| Music Bank (KBS2)      | 23 września 2022     | [ 25 ] |
| Music Bank (KBS2)      | 7 października 2022  | [ 26 ] |
| Show Champion (MBC M)  | 31 sierpnia 2022     | [ 27 ] |
| Show Champion (MBC M)  | 7 września 2022      | [ 28 ] |
| Show! Music Core (MBC) | 3 września 2022      | [ 29 ] |
| Show! Music Core (MBC) | 17 września 2022     | [ 30 ] |
| Show! Music Core (MBC) | 24 września 2022     | [ 31 ] |
| Show! Music Core (MBC) | 22 października 2022 | [ 32 ] |
| The Show (SBS MTV)     | 30 sierpnia 2022     | [ 33 ] |
| The Show (SBS MTV)     | 6 września 2022      | [ 34 ] |